# Jan Blažek (calciatore)
Jan Blažek (Trutnov, 20 marzo 1988) è un ex calciatore ceco, di ruolo attaccante.

## Carriera

### Club

#### Slovan Liberec
Dopo aver trascorso per diversi anni nelle giovanili dello Slovan Liberec entra in prima squadra nel 2005 giocando per buona parte da titolare il campionato 2005-2006 dove lo Slovan vince il titolo nazionale. Nel 2005 partecipa alla Coppa Intertoto, venendo eliminato anzitempo. In Coppa UEFA, lo Slovan arriva alla fase ai gironi dove incontra AZ Alkmaar, Siviglia, SC Braga e Grasshopper, squadra quest'ultima a cui Blazek segna una rete. Partecipa anche alla Coppa Intertoto 2007, con lo Slovan che viene subito eliminato dai kazaki del Tobol Kostanai per 3-1. Nel 2008 viene ceduto in prestito allo Slavia Praga dove trova poco spazio ma vince il titolo nazionale.

#### Larissa
Torna nel 2009 allo Slovan giocando da titolare buona parte del campionato prima di passare in prestito nel 2010 al Larissa, prima di essere acquistato in estate proprio dal Larissa dove esordisce in campionato il 30 gennaio 2010 nella partita PAS Giannina-Larissa persa 2-0 dove Blazek gioca la partita da titolare venendo anche ammonito.

### Nazionale
Dopo aver preso parte a quasi tutte le Nazionali minori dall'Under-16 all'Under-21, riesce ad entrare nella Nazionale maggiore nel 2009.

## Palmarès

### Club

#### Competizioni nazionali
- Campionato ceco: 2

Slovan Liberec: 2005-2006
Slavia Praga: 2007-2008